# صموئيل ديكسون (سياسي أمريكي)
صموئيل ديكسون (بالإنجليزية: Samuel Dixon) هو سياسي أمريكي، ولد في 14 نوفمبر 1856، وتوفي في 6 يوليو 1934.